# Markus Reinecke (Produzent)
Markus Reinecke ist ein deutscher Filmproduzent und Drehbuchentwickler.

## Leben
Markus Reinecke ist als Filmproduzent, Producer, Associate Producer, Executive Producer und Drehbuchentwickler in der deutschen Film- und Serienproduktion tätig. Zu seiner Filmografie zählen nationale wie internationale Arthouse-, Dokumentar- und Spielfilmproduktionen. 2015 wurde er mit Unversöhnt für den Deutschen Grimme-Preis in der Kategorie Information & Kultur und den Hauptpreis des Deutschen Dokumentarfilmpreises und  2017 mit Die Vierhändige für den Förderpreis Produktion beim Münchner Filmfest nominiert.

## Filmografie
- 2003: Herzlich Willkommen
- 2005: Die andere Seite
- 2005: Wiedling (Fernsehen)
- 2009: Waffenstillstand (Producer)
- 2010: Goethe! (Producer)
- 2012: Omamamia (Producer Co-Producer)
- 2013: Exit Marrakech (Producer Co-Producer)
- 2014: Lüge und andere Wahrheiten (Producer Co-Producer)
- 2014: Der 7bte Zwerg (Executive Producer)
- 2014: Hectors Reise oder die Suche nach dem Glück
- 2014: Unversöhnt (Dokumentarfilm, Produzent)
- 2015: Macho Man (Producer)
- 2015: Der Nanny (Associate Producer)
- 2016: Der geilste Tag (Associate Producer)
- 2017: Die Vierhändige (Produzent, Drehbuch-Stoffentwicklung)
- 2018: Hot Dog (Associate Producer)
- 2018: Vielmachglas (Associate Producer)
- 2018: 100 Dinge (Associate Producer)
- 2019: Gut gegen Nordwind (Koproduzent, Drehbuch-Stoffentwicklung)